# Tear Your Soul Apart
Tear Your Soul Apart ist ein, seit 2002 aktives, von Stijn van Cauter gegründetes Noise-Projekt.

## Geschichte

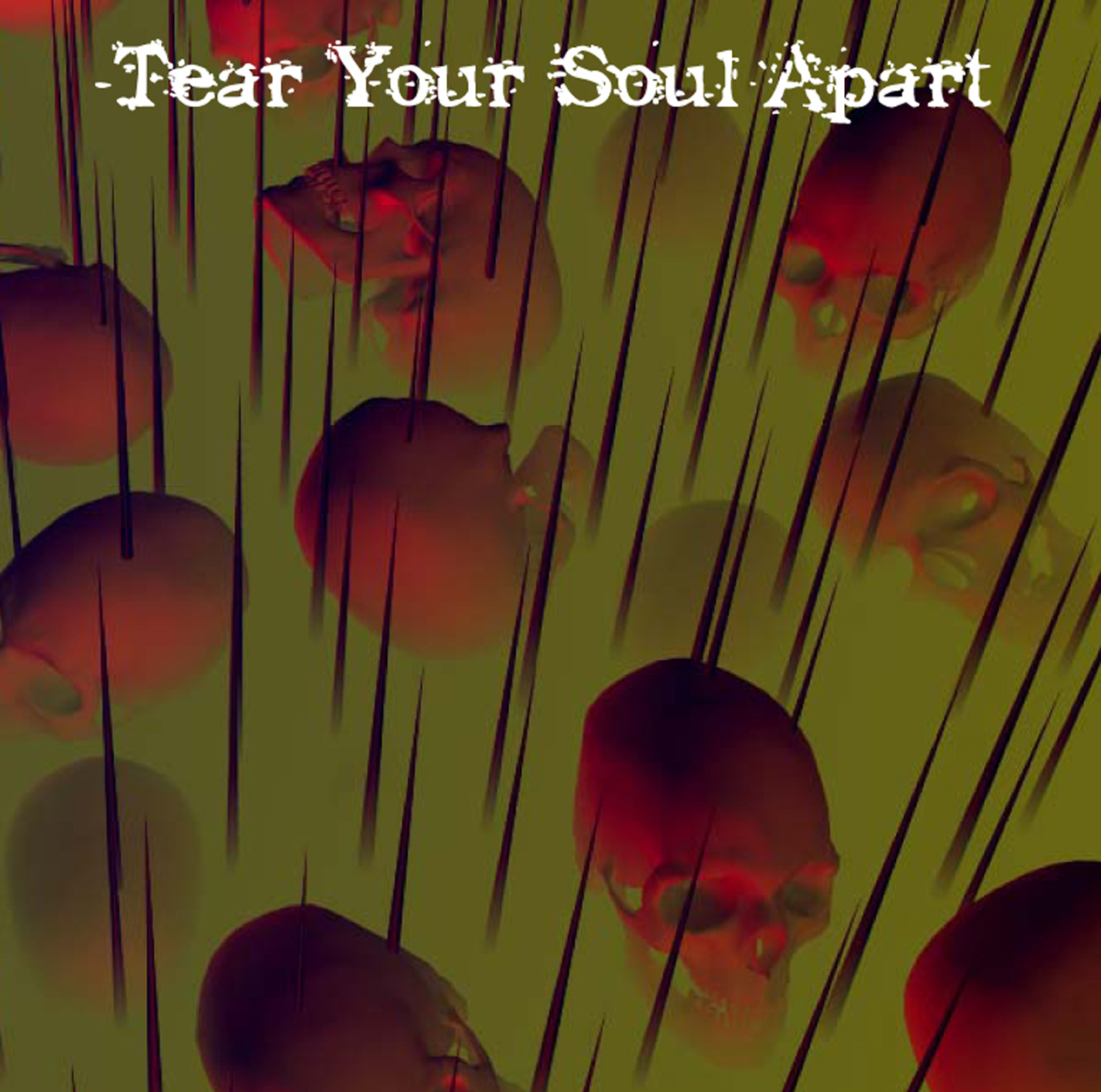
Cover des Albums Undigested Remains

Stijn van Cauter initiierte Tear Your Soul Apart als ein Soloprojekt. Es gilt als eines diverser Nebenprojekte zu van Cauters Hauptband Until Death Overtakes Me. Als Tear Your Soul Apart erschienen zwei Studioalben über van Cauters eigenes Label Nulll Records, Undigested Remains 2002 und In Pain 2003. Rezeption der Veröffentlichung blieb weitestgehend aus. Im Jahr 2011 stellte van Cauter die Produktion weiterer Musik vorübergehend ein. Obwohl er seit 2016 unterschiedliche Projekte reaktivierte blieb eine Wiederaufnahme der Aktivität mit Tear Your Soul Apart aus. Van Cauter präsentierte die Musik über seine Homepage zum kostenfreien Musikdownload.

## Stil
Die von Tear Your Soul Apart gespielte Musik wird dem Noise und Dark Ambient zugerechnet. Van Cauter beschreibt die Musik als lange sich schwerfällig entwickelnde Noise-Flächen.

## Diskografie
- 2002: Undigested Remains (Album, Nulll Records, NULLL 008)
- 2003: In Pain (Album, Nulll Records, NULLL 019)